# Bruchia texana
Bruchia texana là một loài rêu trong họ Bruchiaceae. Loài này được Austin mô tả khoa học đầu tiên năm 1874.